# Found in Faraway Places
Found in Faraway Places es el séptimo álbum de estudio de la banda estadounidense de metalcore August Burns Red. Fue lanzado el 29 de junio de 2015 a través de Fearless Records y fue producido por Carson Slovak y Grant McFarland. Es su primer lanzamiento con el sello.
El 7 de diciembre de 2015, el sencillo "Identity" fue nominado a los premios Grammy en la categoría de Mejor Interpretación de Metal, lo que lo convirtió en la primera nominación de la banda.

## Antecedentes y lanzamiento
"The Wake" fue la primera canción del álbum, que debutó el 13 de abril de 2015. Se subió un video con la letra a través del canal de YouTube de Fearless Records, y ese mismo día se lanzó un sencillo digital. El crítico de Metalsucks, Axl Rosenburg, respondió positivamente a la canción y elogió a la banda por "mantener la intensidad cuando tantos de sus colegas han tomado la dirección opuesta".
El título del álbum proviene de una letra de "Majoring in the Minors". En una entrevista con Outburn, el guitarrista JB Brubaker declaró que la canción hablaba de giras por todo el mundo y experiencias nuevas, lo que los convirtió en la banda que son hoy.

## Lista de canciones
Todas las canciones escritas y compuestas por August Burns Red. 
| Found in Far Away Places —Edición estandar |                                                                       |          |  |
| N.º                                        | Título                                                                | Duración |  |
| 1.                                         | «The Wake»                                                            | 3:26     |  |
| 2.                                         | «Martyr»                                                              | 4:35     |  |
| 3.                                         | «Identity»                                                            | 4:19     |  |
| 4.                                         | «Separating the Seas»                                                 | 4:19     |  |
| 5.                                         | «Ghosts» (con Jeremy McKinnon de A Day to Remember)                   | 4:49     |  |
| 6.                                         | «Majoring in the Minors»                                              | 4:18     |  |
| 7.                                         | «Everlasting Ending» (con Paul Waggoner de Between the Buried and Me) | 5:09     |  |
| 8.                                         | «Broken Promises»                                                     | 6:12     |  |
| 9.                                         | «Blackwood»                                                           | 4:42     |  |
| 10.                                        | «Twenty-One Grams»                                                    | 4:53     |  |
| 11.                                        | «Vanguard»                                                            | 5:39     |  |

| Found in Far Away Places —Edición de lujo |                                    |          |  |
| N.º                                       | Título                             | Duración |  |
| 12.                                       | «Marathon»                         | 4:46     |  |
| 13.                                       | «Majoring in the Minors» (reprise) | 4:20     |  |
| 14.                                       | «Identity» (versión MIDI)          | 4:22     |  |

## Posicionamiento en lista
| Lista (2015)                          | Posición |
| ------------------------------------- | -------- |
| Alemania (Offizielle Top 100)         | 56       |
| Australia (ARIA)                      | 43       |
| Austria (Ö3 Austria)                  | 66       |
| Bélgica (Ultratop flamenca)           | 165      |
| Canadá (Billboard Canadian Albums)    | 7        |
| Estados Unidos (Billboard 200)        | 9        |
| Estados Unidos (Christian Albums)     | 1        |
| Estados Unidos (Digital Albums)       | 5        |
| Estados Unidos (Top Hard Rock Albums) | 1        |
| Estados Unidos (Independent Albums)   | 1        |
| Estados Unidos (Top Rock Albums)      | 1        |

## Personal
August Burns Red
- Jake Luhrs – voz principal
- JB Brubaker – guitarra principal
- Brent Rambler – guitarra rítmica
- Dustin Davidson – bajo, coros
- Matt Greiner – batería, piano

Músicos adicionales
- Jeremy McKinnon: voz (pista 5).
- Paul Waggoner: Guitarra (pista 9).